# Abortfetischismus
Abortfetischismus, auch Toiletten- oder Klofetischismus, ist die veraltete Bezeichnung für die Bevorzugung der Toilette als Ort sexueller Handlungen. In dieser Abart des sexuellen Fetischismus können sexuelle Lustgefühle fast ausschließlich durch den Aufenthalt in (in der Regel öffentlichen) Toiletten, Geruch, Geschmack oder die bloße Berührung von Gebrauchs- oder Einrichtungsgegenständen, wie Klobürsten, -steinen, -papier oder -spülwasser erzeugt werden. Gründe für Abortfetischismus können Voyeurismus, Exhibitionismus, Urophilie und Koprophilie sein.